# Trithemis hartwigi
Trithemis hartwigi é uma espécie de libelinha da família Libellulidae.
Pode ser encontrada nos seguintes países: Camarões e Guiné Equatorial.
Os seus habitats naturais são: florestas subtropicais ou tropicais húmidas de baixa altitude.